# Grotte de Koungour
La grotte de Koungour est une grotte karstique située dans l'Oural, près de Koungour, dans le Kraï de Perm. La grotte est un lieu touristique de la région, où les personnes peuvent admirer les formations de glace.

## Historique
La grotte a été découverte en 1703 à l'occasion d'une expédition de Remezov, géographe de Tobolsk missionné par Pierre le Grand pour cartographier l'ouiezd. À cette occasion, le scientifique réalise les premières esquisses des cavernes.

## Description
Le site comprend 48 grottes et 70 lacs souterrains.

## Tourisme
Le lieu est devenu un site d'excursion depuis 1914 et il est équipé de trois circuits de visite avec une longueur différente :
- le premier est composé d'une boucle de 1,5 km et prend environ 1 heure et 20 min ;
- le deuxième est d'une longueur de 1,8 km et prend 1 heure 40 min ;
- le troisième est le plus grand, à 2 km et environ 1,5 heure. Il y a un spectacle laser et la route est plus difficile.

Cent mille personnes viennent chaque année et plus de cinq millions de personnes ont visité cette grotte depuis son ouverture.

## Archéologie
Dans la partie orientale, il y a deux sites d'occupation datant du VIIe au IXe siècle, liés à la culture Lomovatov.